# Ecaterimburgo
Ecaterimburgo ou Yekaterimburgo (em russo: Eкатеринбург, transl. Ekaterinburg) é uma cidade da Rússia. Entre 1924 e 1991, designou-se Sverdlovsk. Localizada na porção oriental dos montes Urais, é capital e principal centro industrial e cultural do Distrito Federal dos Urais.
Ecaterimburgo tem cerca de 1,4 milhão de habitantes, o que a faz dela a quarta maior cidade da Rússia, atrás de Moscou, São Petersburgo e Novosibirsk. Foi fundada em 1723, recebendo o seu nome em homenagem à então czarina da Rússia. Com a morte do líder revolucionário Iákov Sverdlov, em 1924, a cidade mudou de nome, tomando a designação de Sverdlovsk. Com o fim do regime socialista, em 1991, o nome original foi recuperado.
A cidade também é conhecida por abrigar a Casa Ipatiev, onde a família Romanov foi executada, durante a Guerra Civil Russa. No local, foi construída a Igreja do Sangue, em celebração à canonização dos Romanov pela Igreja Ortodoxa Russa.

## História
Ecaterimburgo foi fundada em 1723, por Vassili Tatischev e Georg Wilhelm de Gennin, recebendo o nome como uma homenagem à czarina Catarina I da Rússia, esposa de Pedro, o Grande. Em 1796, a vila foi elevada à condição de cidade.
A cidade se tornaria um dos primeiros centros industriais da Rússia, por conta dos seguidos decretos que incentivavam o desenvolvimento de siderúrgicas na cidade. A cidade foi construída usando uma grande quantidade de aço. Os comércios e zonas residenciais passaram a ser cercados com muralhas fortificadas, para que Ecaterimburgo pudesse ser, ao mesmo tempo, um centro da manufatura e uma fronteira entre Europa e Ásia. Por consequência, Ecaterimburgo logo se tornaria referência para o desenvolvimento da região dos Urais. A chamada Estrada Siberiana tornou-se disponível em 1763, impulsionando a cidade em uma importante rota de trânsito, o que levou ao seu desenvolvimento como foco de troca e comércio entre o leste e o oeste, dando à cidade o epíteto de janela para a Ásia. Com o crescimento do comércio e a importância administrativa da cidade, a siderurgia tornou-se menos relevante, e os prédios de maior prestígio passaram a ter a pedra como principal material, resultando na proliferação das pequenas manufaturas. Em 1871, a czarina Catarina, a Grande elevou a cidade à condição de centro administrativo da região, aumentando as reservas de militares e burocratas na cidade.
Pouco tempo após o início da Revolução de Outubro, em 1918, o czar Nicolau II, a czarina Alexandra Feodorovna, as princesas Olga, Tatiana, Maria, Anastásia e o czarevitch Alexei Romanov foram executados pelos bolcheviques na Casa Ipatiev, localizada em Ecaterimburgo. No dia seguinte, os demais membros da família Romanov foram executados em Alapaievsk. Em 1977, a Casa foi demolida por ordem do então governador da região, Bóris Iéltsin, que viria a se tornar presidente russo. A demolição tinha por objetivo evitar que peregrinos e monarquistas usassem do local como um ponto de encontro. Como presidente, em 1998, Iéltsin permitiria o funeral da família imperial, cujos corpos permaneceram enterrados em cova anônima por quase um século. Em 2007, arqueólogos russos acharam os restos de dois outros membros da família. A cova estava próxima do local onde os demais corpos foram encontrados, em 1991. Os cientistas afirmaram que as ossadas seriam do czarevich Alexei e da princesa Maria ou Anastácia. Junto dos corpos, os arqueólogos também encontraram ácido sulfúrico, que terá sido usado com o objetivo de destruir os cadáveres, para evitar a veneração popular. 

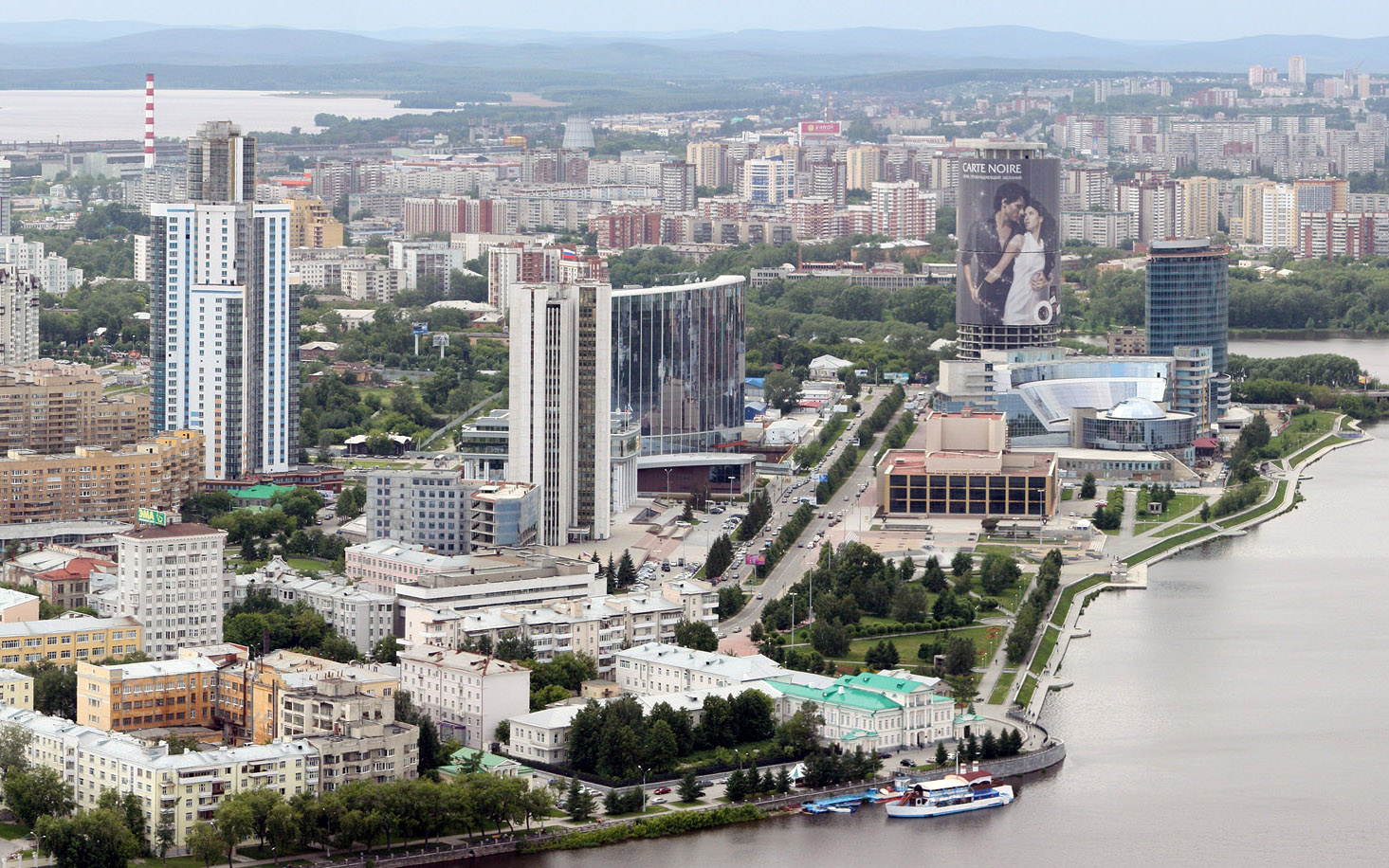
O distrito central de Ecaterimburgo.

Após o triunfo da revolução e a morte de um de seus principais arquitetos, Iákov Sverdlov, a cidade foi renomeada para Sverdlovsk, em 1924. Nessa época, a cidade foi um dos focos do governo soviético para o desenvolvimento da indústria pesada, o que levou à construção do complexo industrial de maquinaria pesada, o Uralmash. Durante a Segunda Guerra Mundial, várias instituições técnicas e indústrias foram trazidas das regiões afetadas pelos conflitos, como Moscou, para Sverdlovsk, forçando a cidade à produtividade máxima. Com o término do conflito, muitas das indústrias continuaram na cidade.
Na década de 1960, a cidade passou pela política habitacional de Nikita Khrushchov, que foi responsável pela construção maciça de apartamentos muito semelhantes. Em 1960, um avião espião americano, pilotado por Francis Gary Powers sob vigilância da CIA, foi abatido na região de Sverdlovsk. Capturado, o espião foi sentenciado a sete anos de trabalhos forçados, mas acabou por servir apenas um, já que foi trocado por Rudolf Abel, um espião do KGB de alto nível, que fora preso nos EUA em 1957.
Durante a tentativa de golpe de Estado na União Soviética em 1991, Sverdlovsk foi escolhida pelo presidente Bóris Iéltsin como uma capital de reserva para a Federação Russa, caso Moscou se tornasse muito perigosa para administrar. Lá, cidade natal de Iéltsin, o presidente gozou de relativo prestígio e apoio popular. Com o golpe frustrado e a queda da União Soviética, a cidade retomou seu nome original, Ecaterimburgo.
Em 2009, Ecaterimburgo sediou um encontro entre as lideranças dos BRIC — Lula da Silva, Manmohan Singh, Hu Jintao e Dmitri Medvedev — para discutir os efeitos da crise econômica de 2008-2009.

## Geografia
Ecaterimburgo é situada na fronteira da Europa e Ásia, a 1 667 km a leste de Moscou, na porção leste dos montes Urais, sobre o rio Isset. É cercada de colinas arborizadas, parcialmente cultivada para fins agrícolas, e pequenos lagos.
A cidade apresenta um clima continental úmido, de acordo com a classificação climática de Köppen-Geiger. O inverno dura por volta de seis meses, normalmente de outubro até os fins de abril. A temperatura pode cair até os -45 ºC, embora ela raramente caia abaixo dos -20 ºC ou -25 ºC. O verão nos Urais é curto, com tempo quente por apenas 65-70 dias e uma temperatura de 18 ºC. A localização da cidade, atrás do alcance das montanhas e com ventos altamente variáveis, explica a alteração constante do tempo de um dia para o outro. A umidade relativa do ar média na cidade é de 70%.
| Tabela Climática de Ecaterimburgo | Tabela Climática de Ecaterimburgo | Tabela Climática de Ecaterimburgo | Tabela Climática de Ecaterimburgo | Tabela Climática de Ecaterimburgo | Tabela Climática de Ecaterimburgo | Tabela Climática de Ecaterimburgo | Tabela Climática de Ecaterimburgo | Tabela Climática de Ecaterimburgo | Tabela Climática de Ecaterimburgo | Tabela Climática de Ecaterimburgo | Tabela Climática de Ecaterimburgo | Tabela Climática de Ecaterimburgo | Tabela Climática de Ecaterimburgo | Tabela Climática de Ecaterimburgo |
| Temperatura                       | Temperatura                       | Temperatura                       | Temperatura                       | Temperatura                       | Temperatura                       | Temperatura                       | Temperatura                       | Temperatura                       | Temperatura                       | Temperatura                       | Temperatura                       | Temperatura                       | Temperatura                       | Temperatura                       |
| Mês                               | Jan                               | Fev                               | Mar                               | Abr                               | Mai                               | Jun                               | Jul                               | Ago                               | Set                               | Out                               | Nov                               | Dez                               |                                   | Média                             |
| --------------------------------- | --------------------------------- | --------------------------------- | --------------------------------- | --------------------------------- | --------------------------------- | --------------------------------- | --------------------------------- | --------------------------------- | --------------------------------- | --------------------------------- | --------------------------------- | --------------------------------- | --------------------------------- | --------------------------------- |
| Média Máxima °C                   | -9.1º                             | -6.8º                             | 1.0º                              | 9.8º                              | 17.4º                             | 23.0º                             | 24.4º                             | 21.1º                             | 14.5º                             | 6.8º                              | -2.8º                             | -7.9º                             |                                   | 7.6º                              |
| Média °C                          | -12.6º                            | -11.1º                            | -3.8º                             | 4.3º                              | 11.3º                             | 17.1º                             | 19.0º                             | 15.9º                             | 9.8º                              | 3.4º                              | -5.8º                             | -11.0º                            |                                   | 3.0º                              |
| Média mínima °C                   | -15.7º                            | -14.5º                            | -7.6º                             | 0.0º                              | 6.2º                              | 12.1º                             | 14.4º                             | 11.9º                             | 6.4º                              | 0.7º                              | -8.3º                             | -13.7º                            |                                   | -0.7º                             |
| Precipitação                      |                                   |                                   |                                   |                                   |                                   |                                   |                                   |                                   |                                   |                                   |                                   |                                   |                                   |                                   |
| Mês                               | Jan                               | Fev                               | Mar                               | Abr                               | Mai                               | Jun                               | Jul                               | Ago                               | Set                               | Out                               | Nov                               | Dez                               |                                   | Total                             |
| Total mm                          | 26                                | 20                                | 20                                | 28                                | 50                                | 74                                | 89                                | 72                                | 58                                | 39                                | 33                                | 28                                |                                   | 537                               |
| Pogoda.ru e HKO                   |                                   |                                   |                                   |                                   |                                   |                                   |                                   |                                   |                                   |                                   |                                   |                                   |                                   |                                   |

### Território
O território de Ecaterimburgo é dividido em sete distritos:
1. Verch-Isetski, com 219 025 habitantes.
2. Zheleznodorozhni, com 142 653 habitantes.
3. Ordionkidzevski, com 294 108 habitantes.
4. Kirov, com 224 928 habitantes.
5. Oktiabrski, com 136 845 habitantes.
6. Tchkalovski, com 227 257 habitantes.
7. Leninski, com 179 884 habitantes.

## Infraestrutura
As principais áreas industriais da cidade são a maquinaria, o processamento de metais e a metalurgia. Recentemente, o comércio tem avançado em vários níveis, e centros de negócios vêm sendo planejados. O edifício Visotski é o mais alto da Rússia fora de Moscou. A agência de linhas aéreas Ural Airlines tem sua sede em Ecaterimburgo.

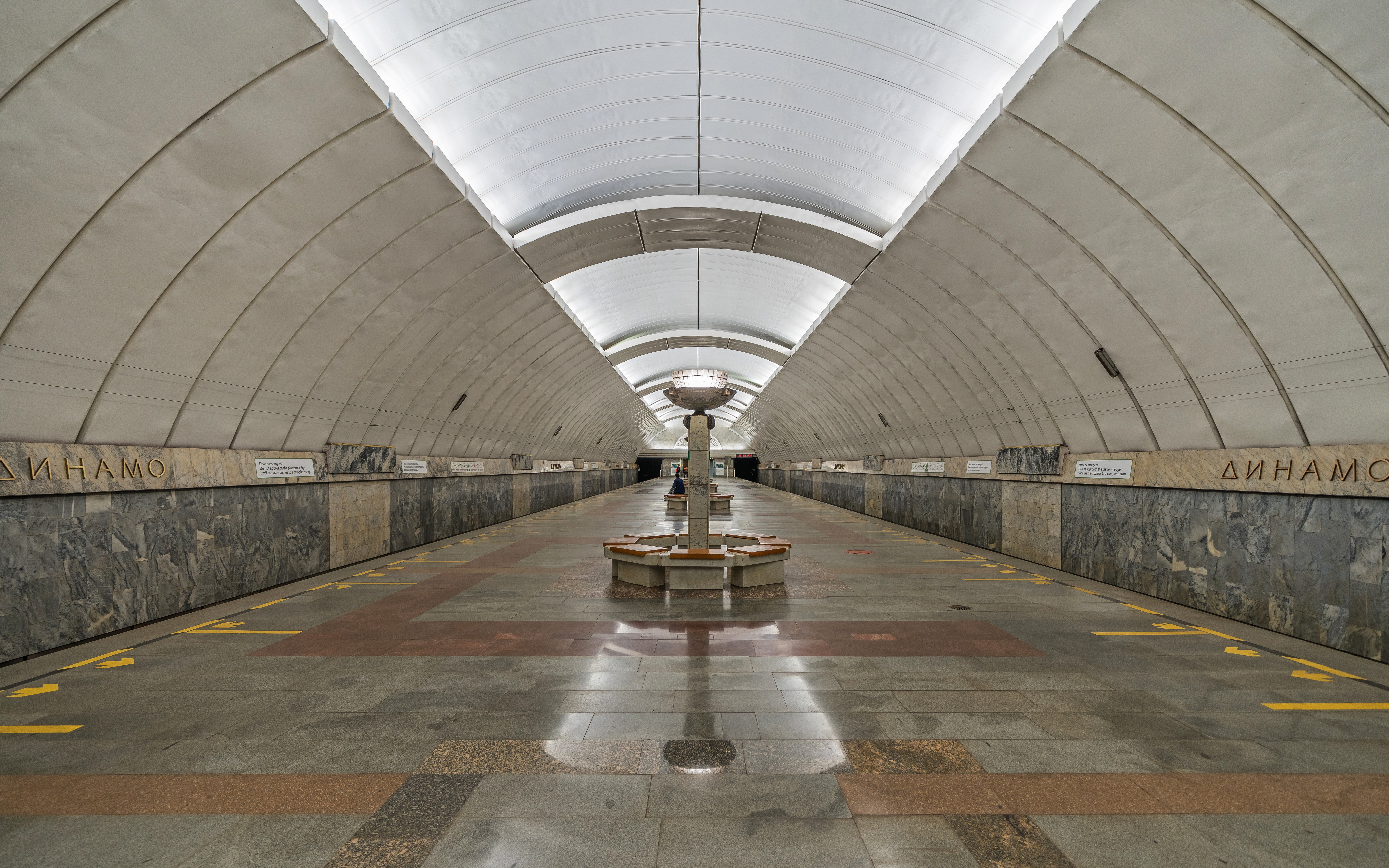
Interior da Estação Dínamo do metrô de Ecaterimburgo.

A Academia Russa de Ciências, a Universidade Federal dos Urais e numerosos institutos de investigação científica e estabelecimentos de ensino estão situados em Ecaterimburgo. Com 16 universidades públicas e instituições académicas, a cidade conta também com um grande número de instituições de ensino superior privadas, o que faz dela o principal centro de educação e ciência dos Urais.
Ecaterimburgo é um importante ponto da Ferrovia Transiberiana, com linhas que atendem os montes Urais por inteiro e todo o resto da Rússia. Com a recuperação econômica após a crise de 1998, várias linhas aéreas europeias voltaram e até mesmo começaram a voar para o Aeroporto Internacional de Koltsovo, localizado na cidade. Essas linhas incluem a Turkish Airlines, Lufthansa, Austrian Airlines e a Finnair.
O transporte público inclui bondes, ônibus, trólebus, marshrutkas e o metrô de Ecaterimburgo, inaugurado em 1991. Ainda hoje, o metrô tem apenas uma linha, com oito estações ao todo.
A Alemanha, a França, o Reino Unido e os Estados Unidos têm consulados em Ecaterimburgo.

## Cidades irmãs
- Plzeň, República Tcheca
- Wuppertal, Alemanha
- San Jose, Estados Unidos
- Guangzhou, China [10]
- Gênova, Itália
- Ferentino, Itália
- Incheon, Coreia do Sul
- Most, República Tcheca
- Kanpur, Índia
- Salvador, Brasil

.